# Sophie Taeuber-Arp

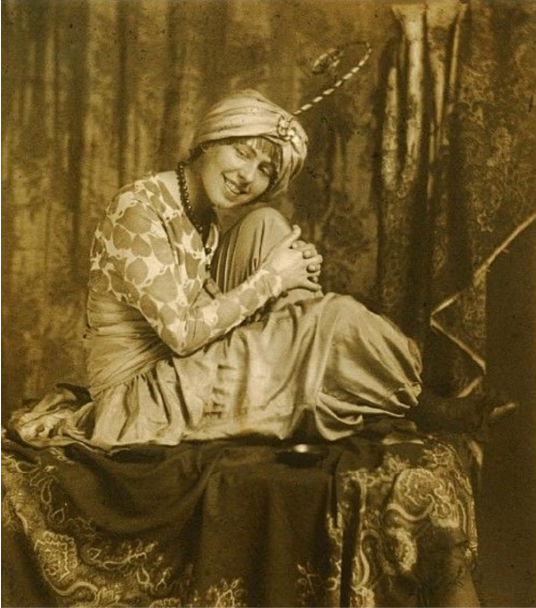
Sophie Taeuber-Arp klädd som en Odalisk 1914.

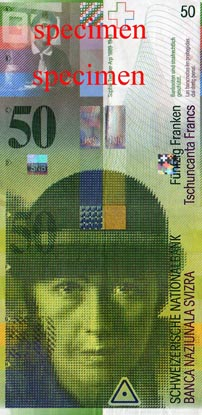
Sophie Taeuber-Arp på schweizisk sedel från 1996.

Sophie Henriette Gertrude Taeuber-Arp, född 19 januari 1889 i Davos i Schweiz, död 13 januari 1943 i Zürich, var en schweizisk-fransk konstnär, skulptör och dansös. I Frankrike arbetade hon även som arkitekt och redaktör.

## Biografi
Sophie Taeuber var femte barnet till apotekaren Emil Taeuber från Västpreussen och Sophia Katharina Krüsi från Appenzell Ausserrhoden. Fadern dog 1891 och änkan flyttade med barnen till Trogen, en bergsort i Ausserrhoden med huvudnäringarna textilhantverk och kurturism men även ett gymnasium. Där öppnade hon ett värdshus, tecknade, fotograferade och formgav porslin. Barnen umgicks i den välmående textilhandlarfamiljen Zellweger och övade musik, dans, teater och textila tekniker. År 1907 började Sophie Taeuber på Konstfackskolan i Sankt Gallen. Senare studerade hon för Wilhelm von Debschitz i München och Konstfackskolan i Hamburg.
År 1914 avslutade hon studierna och flyttade till Zürich, där hon träffade Jean Arp och kom i kontakt med dadaismen. Rudolf von Laban och Mary Wigman undervisade henne i expressionistisk dans och hon uppträdde i Cabaret Voltaire och Galerie Dada. Hennes målningar och textilier från denna tid har geometriska motiv. Även träskulpturerna har geometriska former.
Från 1916 till 1929 arbetade hon som lärare för textil gestaltning på konstfackskolan i Zürich.
När hon år 1922 gifte sig med Jean Arp, förlorade hon sitt schweiziska medborgarskap. Paret flyttade 1926 till Arps hemstad Strasbourg, där Sophie Taeuber-Arp arbetade som arkitekt, och 1929 till Meudon nära Paris. Paret umgicks med konstnärer som Theo van Doesburg. Under 1930-talet var hon medlem i grupperna Cercle et Carré och Abstraction-Création dessutom medgrundare och redaktör för konsttidskriften Plastique/Plastic som utkom i fem nummer från 1937. Verken från denna tid befattar sig ofta med cirklar och jämviktsförhållanden. Bland annat gjorde hon tredimensionella kompositioner.
År 1940 flydde makarna den tyska ockupationen genom att flytta till Grasse, för att 1942 återvända till Schweiz, där hon den följande vintern dog av koloxid från en felanvänd kamin.

## Verk
Förutom målningar, textil konst, träskulpturer och tredimensionella kompositioner är hon känd för
- Marionetter till "König Hirsch", en bearbetning av Carlo Gozzis il ré cervo (Zürich, 1918). De geometriskt formade träfigurerna utgör en inledning till den konkreta konsten[3]
- Ansvar för ombyggnad av en historisk kasern till kultur- och nöjescentret "Aubette" i Strasbourg. Inredning tillsammans med Jean Arp och Theo van Doesburg. (1928)

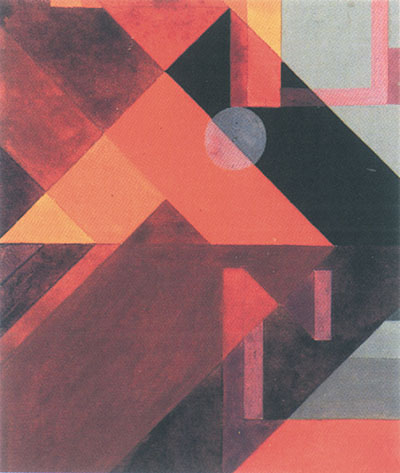
Komposition med diagonaler och cirkel (1916).
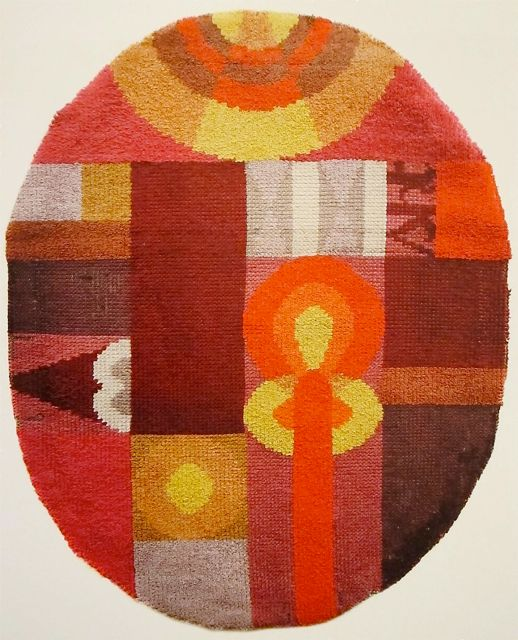
Oval komposition med abstrakta motiv (1922).
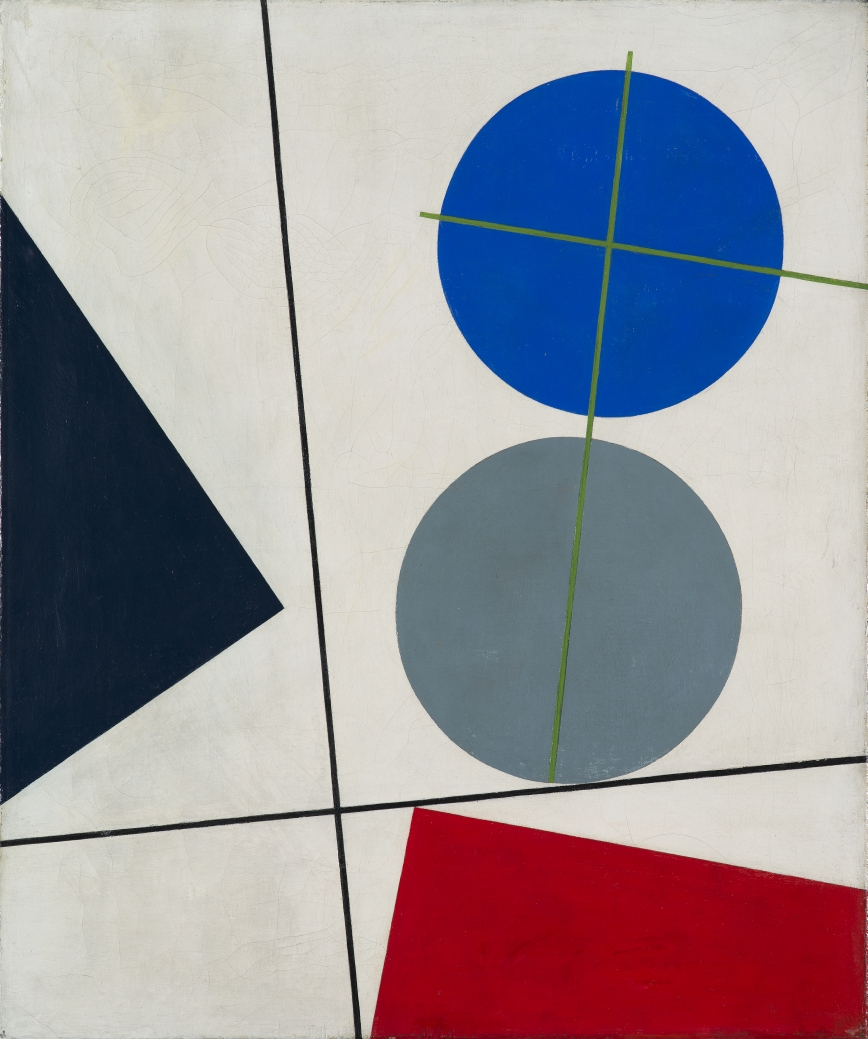
Komposition (1931).
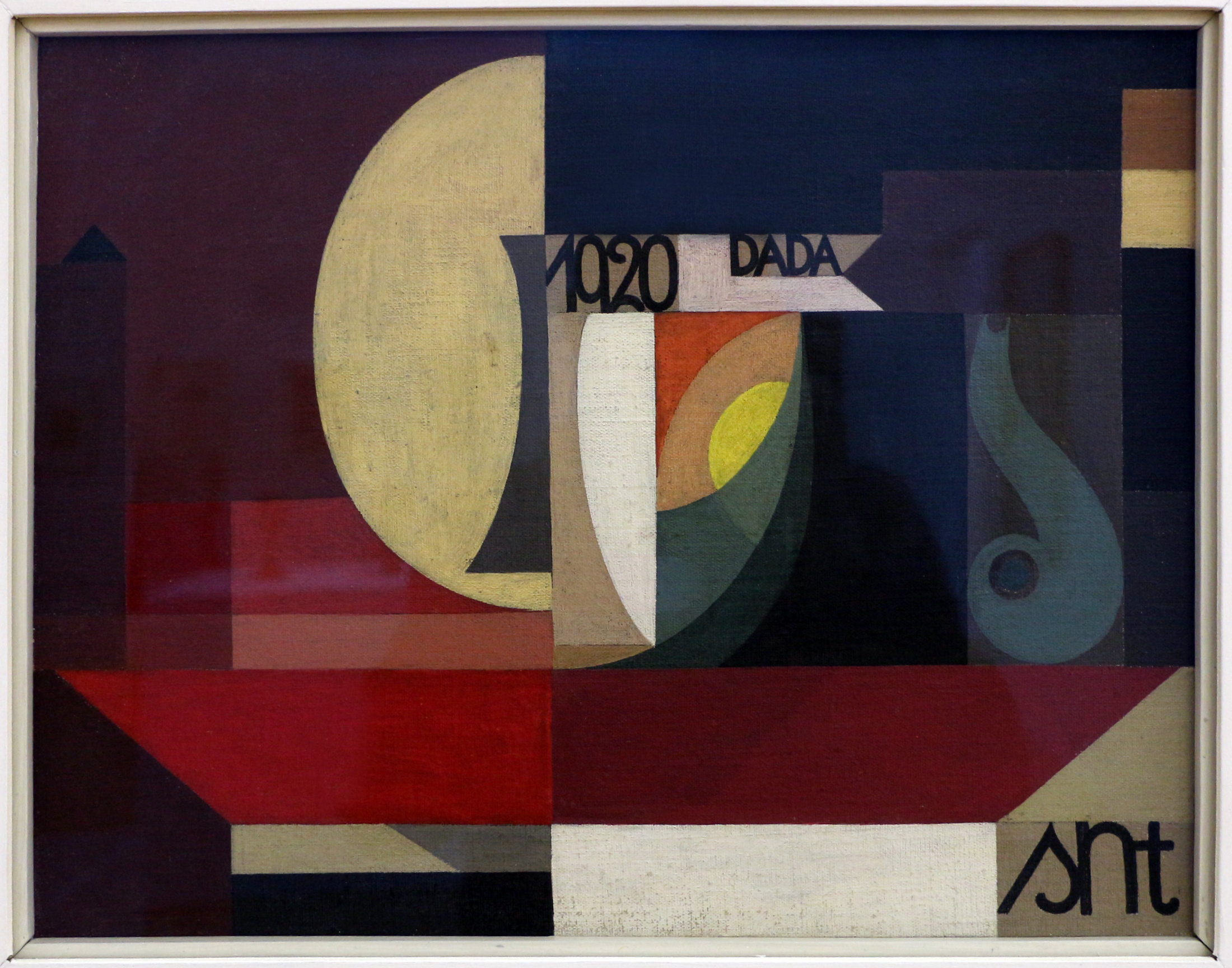
Komposition Dada (1929).
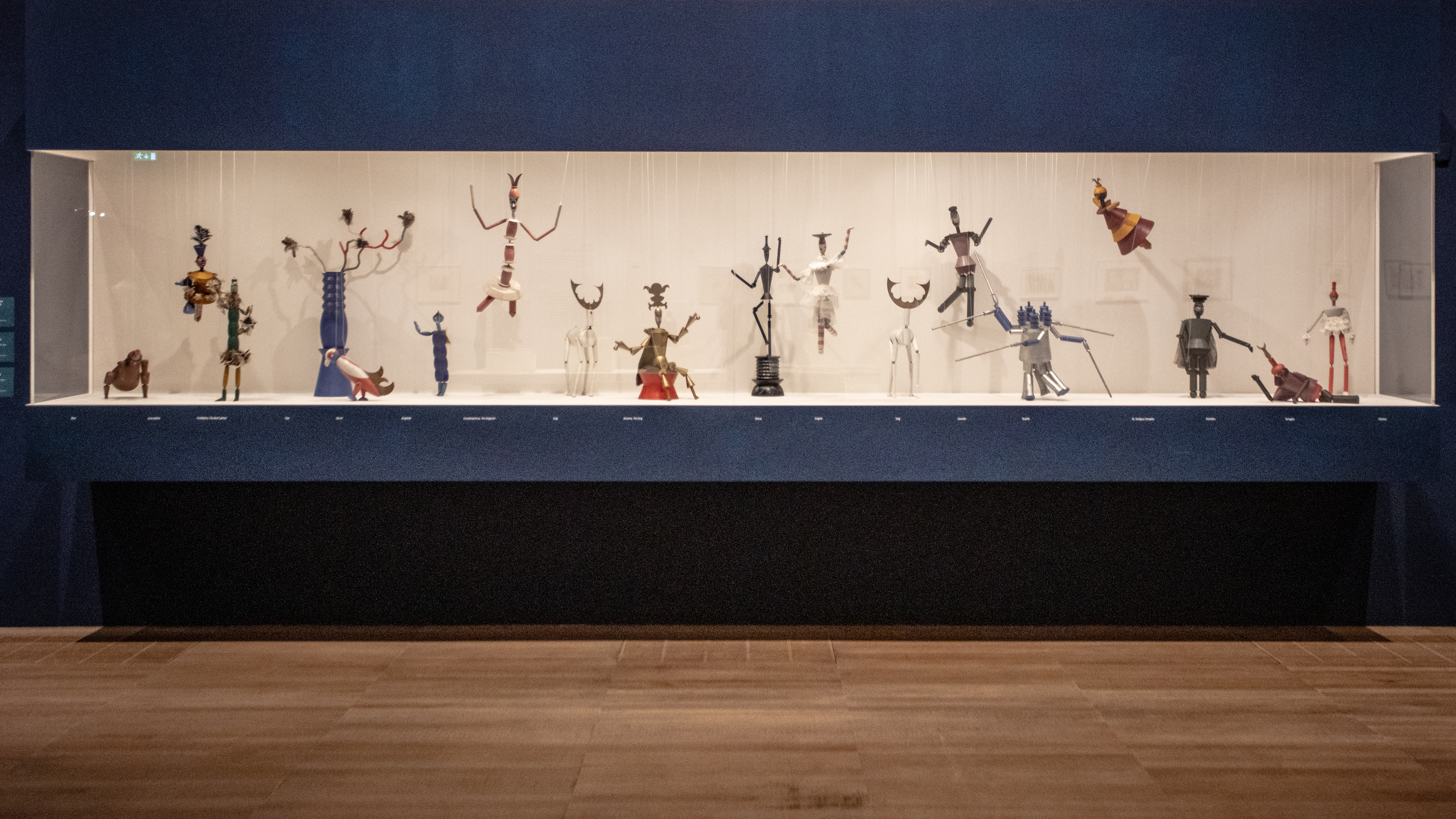
Schweiziska Marionettteatern (1918).
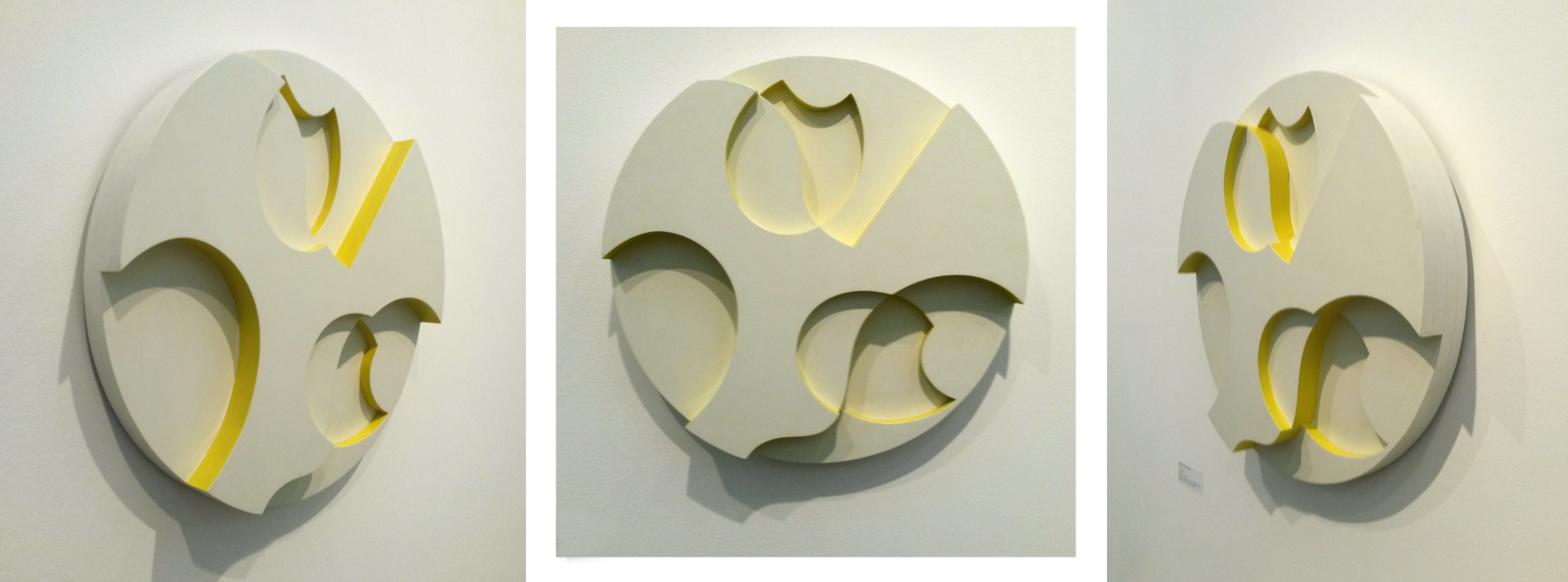
Reliefer i tre nivåer (1937).

Taeuber-Arp finns representerad vid bland annat Victoria and Albert Museum, Minneapolis Institute of Art, Metropolitan Museum, Museum of Modern Art, National Gallery of Victoria, Louisiana och Philadelphia Museum of Art.

## Mottagande och eftermäle
Sophie Taeuber-Arps stod som konstnär länge i skuggan av sin man. I Schweiz beskrivs hon som en pionjär inom konstruktivistisk och abstrakt konst som varit vägvisande inom textildesign och inredningsarkitektur. 
År 1981 gjorde Museum of Modern Art i New York en utställning om henne.
Sedan 1995 är hon avbildad på de schweiziska 50 francs-sedlarna.